# ダービー伯爵
ダービー伯爵（ダービーはくしゃく、英: Earl of Derby）は、イングランド貴族の伯爵位。
過去に3回創設されており、現存する3期目のダービー伯爵位は、第2代スタンリー男爵トマス・スタンリーが1485年に叙されたのに始まる。

## 概要
これまでにイングランド貴族として3度創設されている。第1期は1139年にロバート・ド・フェラーズに対して叙位されたのに始まり、6代にわたりフェラーズ家が保持したが、6代伯ロバート・ド・フェラーズの代の1279年に反乱によりヘンリー3世に領地と爵位を没収されたことで消滅。
ついで1337年にヘンリー3世の次男ランカスター伯爵エドマンドに第2期のダービー伯爵位が与えられたが、3代伯のヘンリー・ボリングブルックがヘンリー4世としてイングランド王に即位したため王冠に統合されて消滅。

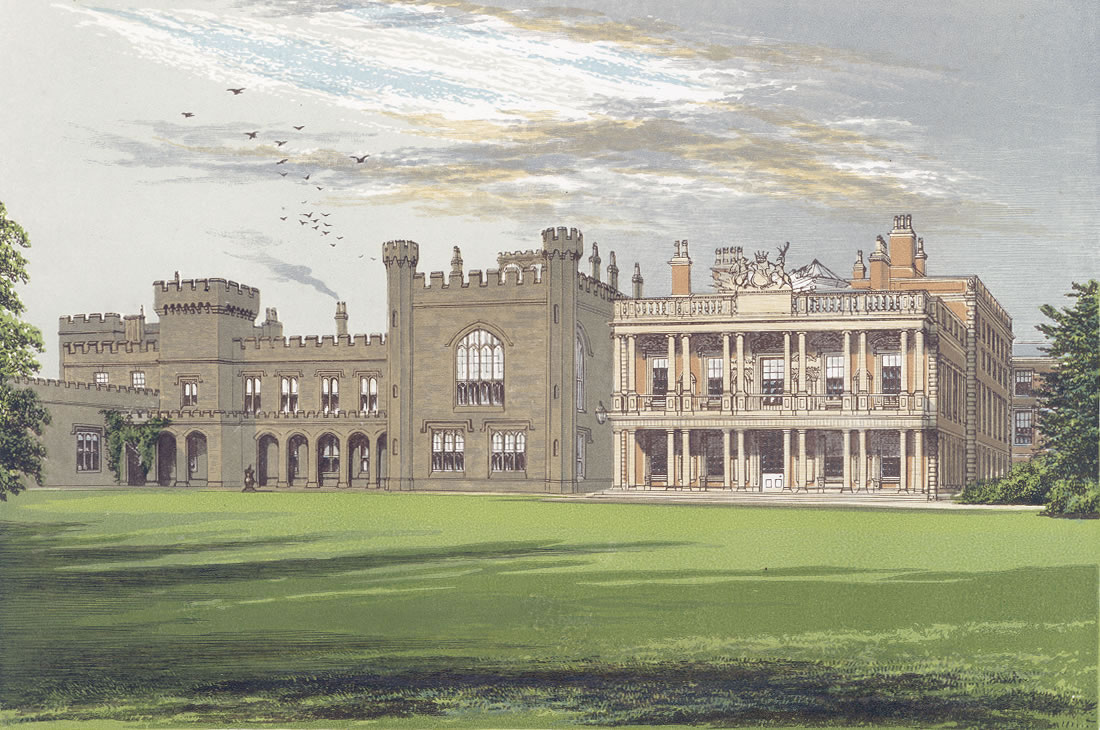
ダービー伯爵家の自邸ノーズリー・ホール。

ついで1485年にトマス・スタンリーに対して第3期のダービー伯爵位が与えられ、現在に至るまでスタンリー家（後にスミス＝スタンリー家に改姓）の世襲で続いている。
イギリスの競馬レースダービーステークスは創設者の一人であった12代伯エドワード・スミス＝スタンリーにちなんで名づけられ、各国の競馬のダービーもこれに由来する。今日ではダービーの語は競馬以外でも競争の意味で使われている。またNHLの優勝杯であるスタンレー・カップは、当時ダービー伯爵襲爵前でプレストンのスタンリー男爵の爵位を持っていた頃の16代伯フレデリック・スタンリーが寄贈したことに由来する。
14代伯エドワード・スミス＝スタンリーはヴィクトリア朝中期に3度にわたり首相を務めたことで知られる。
ダービー伯爵スタンリー家の邸宅はマージーサイドにあるノーズリー・ホールである。伯爵位の法定推定相続人は、スタンリー卿（Lord Stanley）の儀礼称号で称される。

## 歴史

### フェラーズ家

フェラーズ家の紋章

ノルマンディー・フェリエール＝サン＝ティレールの領主でノルマン・コンクエストに参加してヘイスティングズの戦いに従軍したヘンリー・ド・フェラーズの息子ロバート・ド・フェラーズ(1062-1139) は、1138年のスタンダードの戦いで活躍した功績でスティーブン王によってダービー伯爵位を与えられた。
その息子である2代伯ロバート・ド・フェラーズ(-1162) はウォリック州メアヴェールやダーリー・アビーに大修道院（Abbey）を建設した。
その息子である3代伯ウィリアム・ド・フェラーズ(-1190) は、ヘンリー2世に対する反乱を起こしてノルマンディーのカーンで拘束された。彼は後に第3回十字軍に参加し、アッコンの戦いで戦死した。
4代伯はその息子のウィリアム・ド・フェラーズ(-1247) が継承し、5代伯はその息子のウィリアム・ド・フェラーズ(-1254) が継承した。
その息子の6代伯ロバート・ド・フェラーズ(1239-1279) はヘンリー3世に対して反乱を起こしたが捕らえられ、領地と爵位も没収された。
なお6代伯の息子ジョン・ド・フェラーズは1299年2月6日にチャートリーのフェラーズ男爵に叙せられている。この爵位は女系継承でフェラーズ家からデヴァルー家、シャーリー家、タウンゼンド家に継承されたが、1855年に保持者不在 (abeyance) となり、現在までそれは解除されていない。

### ランカスター家
1266年に6代ダービー伯爵ロバート・フェラーズから没収されたダービー伯爵領は、ヘンリー3世の次男でランカスター家の祖であるランカスター伯爵エドマンド（通称クラウチバック）に与えられた。
その孫であるヘンリー・オブ・グロスモントは1337年にエドワード3世からダービー伯爵に叙された。ヘンリーは1351年にランカスター公にも叙されている。
ヘンリー・オブ・グロスモントの没後、これらの称号は娘のブランシュと結婚したジョン・オブ・ゴーント（エドワード3世の四男）に相続され、次いでジョンの長男ヘンリー・ボリングブルックが継承した。ヘンリー・ボリングブルックは1399年にリチャード2世を撃破してヘンリー4世としてイングランド王に即位したため、ダービー伯爵の称号も王冠にマージされた。

### スタンリー家
スタンリー家の祖は、アダム・ド・スタンリー (1125頃-1200頃) まで遡れる。彼の出自は長く謎であったが、ダービー伯爵家の本家筋で19世紀に廃絶したフートン荘園のスタンリー準男爵家の文書が20世紀に発見されて、1933年にマンチェスターのジョン・ライランズ図書館に収められたことでその出自の研究が進んだ。その結果スタンリー家はオードリー家（14世紀初頭にオードリー男爵に叙される家）の分流であることが確認された。結婚持参金としてダービーシャーの スタンリー荘園 (Stanleigh ) を所持していた人物と結婚してこの姓を用いるようになった。
スタンリー家は結婚を通じて荘園を増やし、郷士として力を伸ばしていった。アダムの玄孫ウィリアム・スタンリー (1340頃-1414) には3人の息子があり、長男ウィリアム (1337-1398) の家系はフートン荘園を世襲する準男爵家、次男のジョン (1340頃-1414) の家系がレイサム荘園とノーズリー荘園を世襲するダービー伯爵家となる。ジョンは初めリチャード2世に仕え、アイルランド統監を務めるなどしたが、ヘンリー・ボリングブルック（ヘンリー4世）の王位簒奪の際にはヘンリー4世に寝返った。1405年にイングランド北部の雄族パーシー家が北部とウェールズで反乱を起こした際にはそれを鎮圧し、その功績でマン島の統治権を認められた。当初この権利は一代限りだったが翌1406年にはマン島統治権を世襲する権利とその王を称する権利を与えられた。
その孫であるトマス・スタンリー(1405–1459) は、中央政界でも活躍し、アイルランド総督に任命されたり、ヘンリー6世の王室侍従長兼財務長官任命されるなどした。またランカシャー選出の庶民院議員として議席を維持し続けた。1456年1月15日の議会招集令状でスタンリー男爵(Baron Stanley) として貴族院へ召集された。

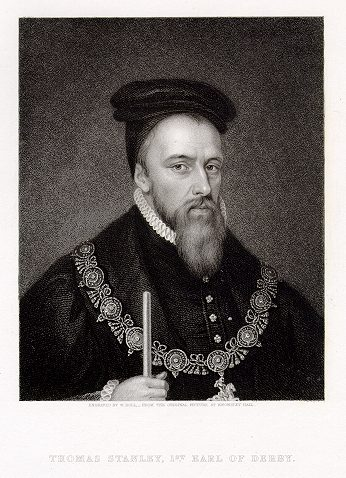
初代ダービー伯爵トマス・スタンリー

彼の長男である2代男爵トマス (1435頃-1504) はマーガレット・ボーフォートと結婚し、薔薇戦争におけるボズワースの戦いの際に継子のリッチモンド伯ヘンリー・テューダー（後のヘンリー7世）側についた功績でヘンリー7世によって1485年10月27日にダービー伯爵 (Earl of Derby) に叙された。これはウィリアム・シェイクスピアの『リチャード三世』にも描かれている。
初代ダービー伯トマス・スタンリーの長男であるジョージ・スタンリーはノッキンの第9代ストレンジ女男爵ジョーン・ストレンジと結婚し、妻の権利によって貴族院に出席した。彼は父より先に没したため、ダービー伯爵やストレンジ男爵の爵位は長男のトマス(1477-1521) が相続した。この2代伯トマスはヘンリー8世の初期の宮廷で廷臣を務めた。彼の代の1501年にマン島の王の称号はマン島領主(Lord of Mann) に改称された。
2代伯の死後は、息子のエドワード(1508頃-1572) が3代伯となった。彼は16世紀半ばの宗教改革期にプロテスタント改革派と距離を取ることでスタンリー家の安泰を図った。1553年に挙行されたカトリックのメアリー1世の戴冠式でも大家令を務めており、チェシャーやランカシャーの統監にもなった。
4代伯ヘンリー(1531-1593) は3代伯の息子で、マーガレット・クリフォードと結婚した。彼女はヘンリー7世の娘メアリー・テューダーの孫であり、以後直系子孫である10代伯ジェームズ (1664-1736) までのスタンリー家の成員はイングランドの王位継承権を持つことになった。ただし結婚生活は不幸で、マーガレットは浪費に走ったことなどが原因で別居、わずかな生活費しか与えられず貧困に苦しみ、宮廷でエリザベス1世と親交を結んだが、やがて宮廷からも遠ざかり不自由な生活を強いられたまま不幸な一生を送った。
5代伯ファーディナンド (1559-1594) は4代伯とマーガレットの長男で、1593年に襲爵したが翌1594年に急死した。彼は当時イングランド王位継承順位が母に次ぐ2位で、死の状況も不可解なものであったため、イエズス会士によって毒殺されたのだといわれた。彼には女子しかいなかったため、ダービー伯爵位は弟のウィリアム (1561-1642) が継承した。一方ストレンジ男爵位は女子も継承できるがその場合の優先順位が存在しないため、保持者不在となった。
スタンリー家、とりわけ4代伯・5代伯・6代伯は文芸活動に熱心で劇団『ストレンジ卿一座』（しばしばダービー伯一座と改名）と所属俳優を庇護、劇団もしばしば公演の合間に彼等を上演でもてなした。特に5代伯がパトロンだった時のストレンジ卿一座はリチャード・バーベッジを始めとする俳優を抱え当代随一の劇団に発展、宮廷で上演されるまでになった。ウィリアム・シェイクスピアもストレンジ卿一座に所属していたと言われるが、5代伯の死後ストレンジ卿一座は衰退、俳優達やシェイクスピアは宮内大臣の初代ハンズドン男爵ヘンリー・ケアリーに引き取られ宮内大臣一座として存続、後に国王一座に改称した。しかし移籍せず残った者もおり、6代伯の庇護でダービー伯一座として再出発した。また6代伯は脚本を書いたり、劇場建設を支援したり音楽を楽しんだりしておおいに文芸活動に熱中した。

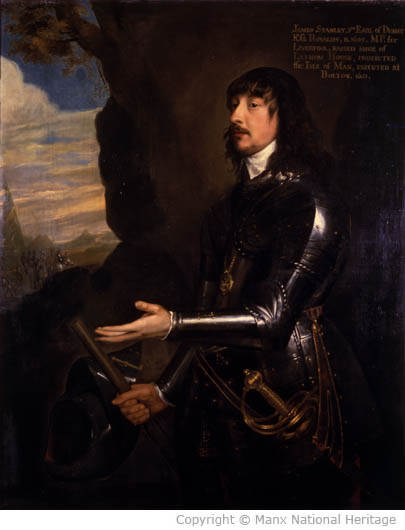
第7代ダービー伯爵ジェームズ・スタンリー

7代伯ジェームズ(1607-1651)は大ダービー伯 (Great Earl of Derby) とも呼ばれる。彼は6代伯の長男で、1628年にストレンジ卿として貴族院に招集された。これは父親がこの称号も継承していると思われていたためであったが、上記の通りこれは誤りであった。結果、貴族院は1299年叙位のストレンジ男爵位とは別に、1628年に新しく叙位されたもう一つのストレンジ男爵位があることにすると決定した（錯誤により創設された男爵）。7代伯は清教徒革命（イングランド内戦）において一貫して王党派に立ち、領有していたマン島を王党派の拠点としたが、1651年のウスターの戦いで議会派のオリバー・クロムウェルに敗れて捕らえられ、ボルトンで処刑された。マン島に残っていた妻シャーロットも議会派に明け渡し、以後スタンリー家はイングランド共和国で貧困に苦しみながら逼塞せざるを得なくなった。
7代伯とシャーロットの長男チャールズ・スタンリー(1628-1672) が8代伯になったが、両親の許可を得ない結婚と財産確保およびノーズリーへの帰還のため共和国と交渉・承認を取り付けたことが王党派の両親の怒りを買い、父から一時廃嫡されたばかりか（後に処刑寸前の父と和解）、母とも険悪な関係になり、ノーズリーの屋敷で妻ヘレナと母との諍いが絶えなかった。8代伯は1659年にジョージ・ブースの王党派の反乱に加わり共和国に投獄されるが翌1660年に釈放、王政復古を歓迎し内戦で失った土地の回復などを期待した。ところがチャールズ2世は補償を求める人々が社会混乱を招くことを恐れたため、所領回復は実現せず父を処刑した関係者も処罰されず、不満を抱えたまま8代伯はチェシャーとランカシャーの統監として秩序回復に奔走したが、過労が原因で1672年に死去した。
次いで8代伯の長男ウィリアム (1655-1702) が9代伯となった。1688年の名誉革命でウィリアム3世・メアリー2世夫妻が即位すると時流に乗り遅れたため、翌1689年にチェシャー・ランカシャー統監をウィリアム3世に解任されてしまった。その後所領で雌伏した末に1702年にウィリアム3世が死去、後を継いだ義妹のアンからチェシャー・ランカシャー統監復職を許されたが直後に死去。9代伯には一男二女がいたが息子に先立たれたため、ダービー伯位は弟のジェームズ (1664-1736) が継承した。一方ストレンジ男爵位は女子も継承できるがその場合の優先順位が存在しないため、保持者不在となった。
10代伯は政治家で、先祖達と同様にチェシャーとランカスターの統監となったほか、中央政界でランカスター公領大臣や近衛ヨーマン隊長（貴族院与党副幹事長）を務めた。また1732年に兄の孫からストレンジ男爵を継承したが、10代伯には子がいなかったため、1736年に彼が没すると2代伯の男系子孫は断絶した。ダービー伯爵位は2代伯の弟の子孫であるエドワード・スタンリー準男爵が、ストレンジ男爵位はジェームズの従弟である第2代アソル公爵ジェイムズ・マレーが継承した。この際の所領分割でダービー伯爵家の所有地は大幅に減少した。マン島統治権もこのときにアソル公爵家へ移っている。
11代伯を（ランカスター州におけるビッカースタッフの）準男爵家 (Baronet, "of Bickerstaffe, in the County of Lancaster") のエドワードが継承したことで、以降ダービー伯爵家はこの称号を一緒に継承していくことになる。また彼はダービー伯襲爵前にランカシャー選出庶民院議員を、襲爵後にランカシャー統監を務めた。
11代伯の長男であるジェームズは儀礼称号のストレンジ卿で知られる（ただしストレンジ男爵の称号は10代伯の死とともにアソル公爵家に移っていたので彼は本来この儀礼称号を使用する権利はなかった）。彼も政治家で、ランカスター公領大臣を務めた。また姓を妻のものと組みあせて「スミス＝スタンリー」へ改めた。ジェームズは11代伯エドワードより先に没したため、ジェームズの息子で11代伯の孫にあたるエドワードが12代伯となった。12代伯もやはりランカスター公領大臣を務めたが、専ら競馬の世界で有名である。特にオークスやダービーを創設したことで知られ、前者をブリジット (Bridget) およびハーマイオニ（Hermione）によって二度、後者をサーピーターティーズルによって一度、それぞれ勝利した。
13代伯エドワードは12代伯の長男で、襲爵前にプレストンとランカシャー選出庶民院議員となった。また1832年にビッカースタフのスタンリー男爵に叙された。彼は政治家としては控えめな活動に留まったが、動物学者としては大きな活躍をした。

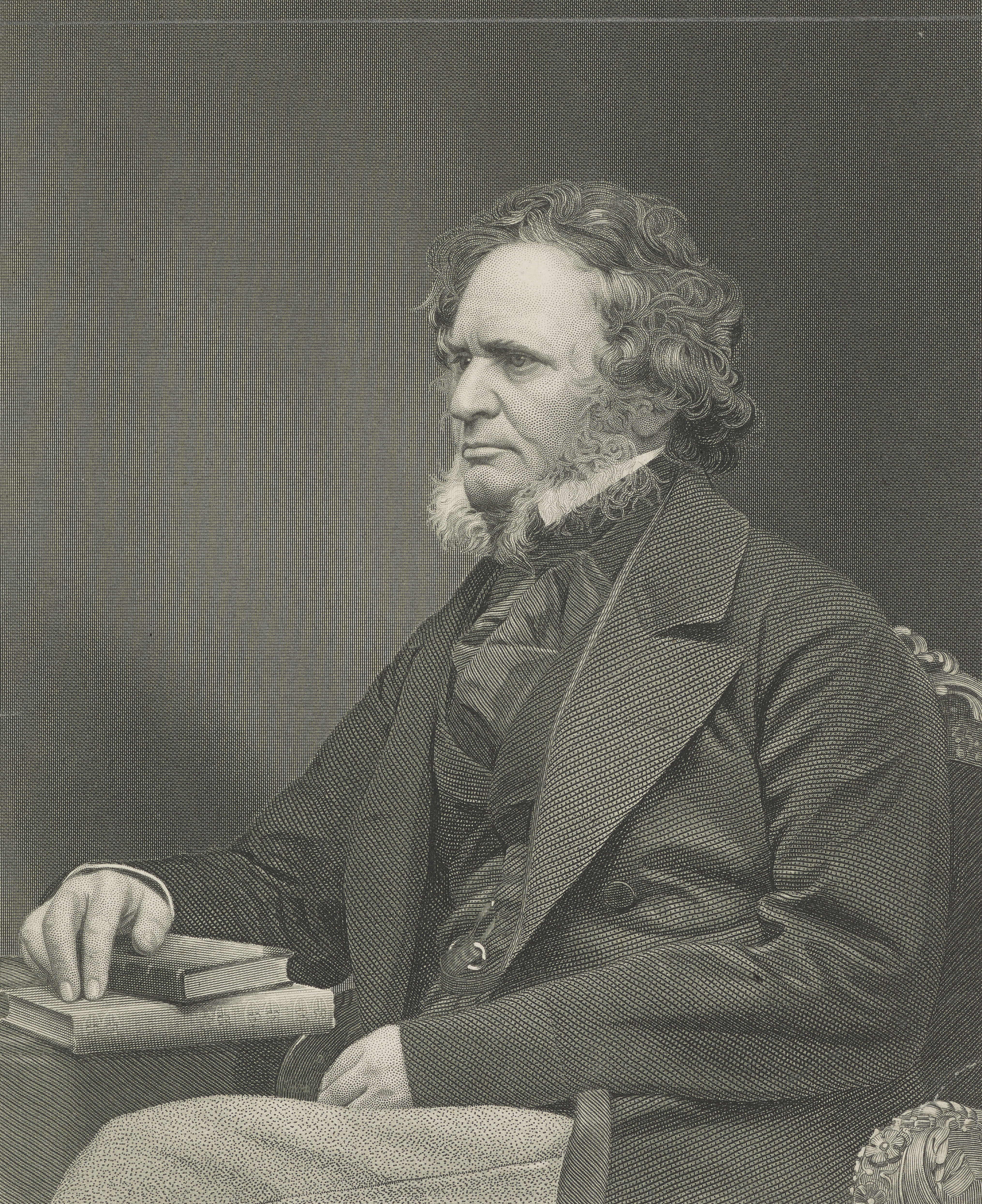
第14代ダービー伯爵エドワード・スミス＝スタンリー

14代伯エドワードは歴代のダービー伯爵の中で最も有名な一人である。彼は13代伯の息子で、保守党の初期に、党首を22年にわたって務め、その間三度イギリスの首相となった。東インド会社領インドを女王直接統治へ移行させたり、第二次選挙法改正を行ったことで知られる。また競馬のオークスをアイリス (Iris) の馬主として優勝している。
15代伯となったエドワードは14代伯の息子で、父の下で外務政務次官・植民地大臣・外務大臣を歴任し、ベンジャミン・ディズレーリ内閣でも外務大臣を、ウィリアム・グラッドストン内閣では植民地大臣を務めた。
15代伯には子がなかったため、弟のフレデリックが伯位を継承した。彼も保守党の政治家で、戦争大臣・植民地大臣・商務大臣を務め、襲爵前にプレストンのスタンリー男爵に叙された。また1888年から1893年までカナダの総督でもあり、ブリティッシュコロンビア州のスタンレーパークに名が残されているほか、カナダのアイスホッケーのトップチームに授与されるトロフィーのスタンレー・カップを寄贈した。また競馬のオークスを、購入したカンタベリーピルグリムおよび自ら生産したキーストーン (Keystone) の馬主として、二度優勝している
17代伯エドワードは16代伯フレデリックの息子で、先祖達と同様に政治家であり、馬主であった。彼はデビッド・ロイド・ジョージ内閣で戦争大臣を務めたほか、1918年から1920年まで在フランスイギリス大使となった。彼の長男エドワードと次男オリヴァーもともに保守党政治家で、1938年のネヴィル・チェンバレン内閣ではそろって入閣している。17代伯は競走馬の生産者および馬主として、一族の中で最も大きな成果を挙げた。1924年自らの生産馬サンソヴィーノ (Sansovino) によって高祖父12代伯以来137年ぶりにダービーを勝ち、その後もハイペリオンで二度目のダービーを、トボガン (Toboggan) とサンストリーム (Sun Stream) でオークスを、アメリカ合衆国財務次官オグデン・ミルズと共同で購入したカンタールで凱旋門賞を、それぞれ制している。
17代伯は長男よりも長生きしたため、18代伯となったのはその長男のエドワードとなった。第18代伯は日本中央競馬会へダービー卿チャレンジトロフィーの優勝杯を寄贈している。彼には子がなかったため、伯位は甥のエドワードが継承した。
当代のダービー伯爵である19代伯も、小規模ながら競走馬の生産者・馬主として活動しており、生産所有馬ウィジャボードは2004年、曾祖父のサンストリーム以来59年ぶりにオークスを制した。2005年、2006年のジャパンカップでは、19代伯がウィジャボードと共に来日している。現在19代伯の息子のエドワードが法定推定相続人としてスタンリー卿の儀礼称号を称している。オークスにおいては第1回に優勝した12代伯から第226回ウィジャボードで優勝した19代伯まで、通算9勝を挙げている。4世紀に渡るそれらの勝利の記録は、イングランドのマージーサイドにあるダービー伯爵家の邸宅、ノーズリー・ホールで、一族の肖像画などとともに展示されている。
本邸はマージーサイド・プレスコットにあるノ―ズリー・ホールである。

## 現当主の保有爵位・準男爵位
現当主エドワード・スタンリーは以下の爵位・準男爵位を保有している。
- 第19代ダービー伯爵 (19th Earl of Derby)
(1485年10月27日の勅許状によるイングランド貴族爵位)
- ランカスター州におけるビッカースタッフのビッカースタッフの第7代スタンリー男爵 (7th Baron Stanley of Bickerstaffe, of Bickerstaffe in the County of Lancaster)
(1832年12月22日の勅許状による連合王国貴族爵位)
- ランカスター州におけるプレストンのプレストンの第4代スタンリー男爵 (4th Baron Stanley of Preston, of Preston in the County of Lancaster)
(1886年8月27日の勅許状による連合王国貴族爵位)
- (ランカスター州におけるビッカースタッフの)第13代準男爵 (13th Baronet, "of Bickerstaffe, in the County of Lancaster")
(1627年6月26日の勅許状によるイングランド準男爵位)

## 一覧

### ダービー伯爵 1期（1138年）
- 初代ダービー伯ロバート・ド・フェラーズ（英語版） （1062年 - 1139年）
- 2代ダービー伯ロバート・ド・フェラーズ（英語版） （1162年没）
- 3代ダービー伯ウィリアム・ド・フェラーズ（英語版） （1190年没）
- 4代ダービー伯ウィリアム・ド・フェラーズ（英語版） （1247年没）
- 5代ダービー伯ウィリアム・ド・フェラーズ（英語版） （1254年没）
- 6代ダービー伯ロバート・ド・フェラーズ（英語版） (1239年 - 1279年）

### ダービー伯爵 2期（1337年）
- 初代ダービー伯ヘンリー・オブ・グロスモント （1360年没）： 初代ランカスター公
- 2代ダービー伯ジョン・オブ・ゴーント （1340年 - 1399年） ： 初代ランカスター公
- 3代ダービー伯ヘンリー・ボリングブルック （1367年 - 1413年） ： 2代ランカスター公。1399年、イングランド王に即位。

### スタンリー男爵（1456年）
- 初代スタンリー男爵トマス・スタンリー（英語版） （1405年 - 1459年）
- 2代スタンリー男爵トマス・スタンリー （1435年頃 - 1504年） - 1485年、ダービー伯爵に叙位。

その後、スタンリー男爵位は5代ダービー伯爵ファーディナンド・スタンリーまでダービー伯爵と一緒に継承されたが、1594年に5代ダービー伯が男子なく死去した時、娘が複数いたため、保持者不在(abeyance)となった。1921年に保持者不在が解除され、女系子孫である第12代ラウドン女伯爵エディス・アブニー＝ヘイスティングズが継承者と確定したが、1960年に彼女が死ぬと再び保持者不在となっている。

### ダービー伯爵 3期（1485年）
| 肖像 | 爵位の代数 名前 （生没年）                                                                                   | 受爵期間                        | 続柄         | 他の称号                                                                                                 |
| ---- | --- | ------------------------------- | ------------ | --- |
|      | 初代ダービー伯 トマス・スタンリー (Thomas Stanley) (1435頃–1504)                                             | 1485年10月27日 - 1504年7月29日  |              | スタンリー男爵(1459) マン島の王                                                                          |
|      | 第2代ダービー伯 トマス・スタンリー (Thomas Stanley) (1485–1521)                                              | 1504年7月29日 - 1521年5月23日   | 先代の孫     | ノッキンのストレンジ男爵(1299) モーン男爵(1299) スタンリー男爵(1459) マン島領主                          |
|      | 第3代ダービー伯 エドワード・スタンリー (Edward Stanley) (1509–1572)                                          | 1521年5月23日 - 1572年10月24日  | 先代の息子   | ノッキンのストレンジ男爵(1299) モーン男爵(1299) スタンリー男爵(1459) マン島領主                          |
|      | 第4代ダービー伯 ヘンリー・スタンリー (Henry Stanley) (1531–1593)                                             | 1572年10月24日 - 1593年9月25日  | 先代の息子   | ノッキンのストレンジ男爵(1299) モーン男爵(1299) スタンリー男爵(1459) マン島領主                          |
|      | 第5代ダービー伯 ファーディナンド・スタンリー (Henry Stanley) (1559–1594)                                     | 1593年9月25日 - 1594年4月16日   | 先代の息子   | ノッキンのストレンジ男爵(1299) モーン男爵(1299) スタンリー男爵(1459) マン島領主                          |
|      | 第6代ダービー伯 ウィリアム・スタンリー (Henry Stanley) (1561–1642)                                           | 1594年4月16日 - 1642年9月29日   | 先代の弟     | マン島領主                                                                                               |
|      | 第7代ダービー伯 ジェームズ・スタンリー (James Stanley) (1607–1651)                                           | 1642年9月29日 - 1651年10月15日  | 先代の息子   | ストレンジ男爵(1628) マン島領主                                                                          |
|      | 第8代ダービー伯 チャールズ・スタンリー (Charles Stanley) (1628–1672)                                         | 1651年10月15日 - 1672年12月21日 | 先代の息子   | ストレンジ男爵(1628) マン島領主                                                                          |
|      | 第9代ダービー伯 ウィリアム・リチャード・ジョージ・スタンリー (William George Richard Stanley) (1655–1702)    | 1672年12月21日 - 1702年11月5日  | 先代の息子   | ストレンジ男爵(1628) マン島領主                                                                          |
|      | 第10代ダービー伯 ジェームズ・スタンリー (James Stanley) (1664–1736)                                          | 1702年11月5日 - 1736年2月1日    | 先代の弟     | ストレンジ男爵(1628) マン島領主                                                                          |
|      | 第11代ダービー伯 エドワード・スタンリー (Edward Stanley) (1689–1776)                                         | 1736年2月1日 - 1776年2月22日    | 先代の六従弟 | (ビッカースタッフの)準男爵(1627)                                                                         |
|      | 第12代ダービー伯 エドワード・スタンリー (Edward Smith-Stanley) (1752–1834)                                   | 1776年2月22日 - 1834年10月21日  | 先代の孫     | (ビッカースタッフの)準男爵(1627)                                                                         |
|      | 第13代ダービー伯 エドワード・スミス＝スタンリー (Edward Smith-Stanley) (1775–1851)                           | 1834年10月21日 - 1851年6月30日  | 先代の息子   | ビッカースタッフのスタンリー男爵(1832) (ビッカースタッフの)準男爵(1627)                                  |
|      | 第14代ダービー伯 エドワード・スミス＝スタンリー (Edward Smith-Stanley) (1799–1869)                           | 1851年6月30日 - 1869年10月23日  | 先代の息子   | ビッカースタッフのスタンリー男爵(1832) (ビッカースタッフの)準男爵(1627)                                  |
|      | 第15代ダービー伯 エドワード・ヘンリー・スタンリー (Edward Henry Stanley) (1826–1893)                         | 1869年10月23日 - 1893年4月21日  | 先代の息子   | ビッカースタッフのスタンリー男爵(1832) (ビッカースタッフの)準男爵(1627)                                  |
|      | 第16代ダービー伯 フレデリック・アーサー・スタンリー (Frederick Arthur Stanley) (1841–1908)                   | 1893年4月21日 - 1908年6月14日   | 先代の弟     | ビッカースタッフのスタンリー男爵(1832) プレストンのスタンリー男爵(1886) (ビッカースタッフの)準男爵(1627) |
|      | 第17代ダービー伯 エドワード・ジョージ・ヴィリアーズ・スタンリー (Edward George Villiers Stanley) (1865–1948) | 1908年6月14日 - 1948年2月4日    | 先代の息子   | ビッカースタッフのスタンリー男爵(1832) プレストンのスタンリー男爵(1886) (ビッカースタッフの)準男爵(1627) |
|      | 第18代ダービー伯 エドワード・ジョン・スタンリー (Edward John Stanley) (1918–1994)                            | 1948年2月4日 - 1994年11月28日   | 先代の孫     | ビッカースタッフのスタンリー男爵(1832) プレストンのスタンリー男爵(1886) (ビッカースタッフの)準男爵(1627) |
|      | 第19代ダービー伯 エドワード・リチャード・ウィリアム・スタンリー (Edward Richard William Stanley) (1962–)     | 1994年11月28日 - 受爵中         | 先代の甥     | ビッカースタッフのスタンリー男爵(1832) プレストンのスタンリー男爵(1886) (ビッカースタッフの)準男爵(1627) |

- 現在、爵位の法定推定相続人は19代伯の息子のスタンリー卿エドワード・ジョン・ロビン・スタンリー(Edward John Robin Stanley, Lord Stanley, 1998-)である。

### ビッカースタッフのスタンリー準男爵（1627年）
- 初代準男爵サー・エドワード・スタンリー （1640年没）
- 2代準男爵サー・トマス・スタンリー （1616年 - 1653年）
- 3代準男爵サー・エドワード・スタンリー （1643年 - 1671年）
- 4代準男爵サー・トマス・スタンリー（英語版） （1670年 - 1714年）
- 5代準男爵サー・エドワード・スタンリー （1689年 - 1776年） - 1736年に第11代ダービー伯爵を襲爵。以降は上記参照。

## 家系図
| | | | | 初代マン島の王 ジョン・スタンリー (1350頃–1414)                                                           | | | | | | | | | |  |  | | | | | | |  |  |  |  |  |  |  |  |  |  |  |  |  |  |
| | | | | | | | | | | | | | |  |  | | | | | | |  |  |  |  |  |  |  |  |  |  |  |  |  |  |
| | | | | 2代マン島の王 ジョン・スタンリー (1386頃–1437)                                                            | | | | | | | | | |  |  | | | | | | |  |  |  |  |  |  |  |  |  |  |  |  |  |  |
| | | | | | | | | | | | | | |  |  | | | | | | |  |  |  |  |  |  |  |  |  |  |  |  |  |  |
| | | | | 1456年スタンリー男爵                                                                                      | | | | | | | | | |  |  | | | | | | |  |  |  |  |  |  |  |  |  |  |  |  |  |  |
| | | | | 初代スタンリー男爵 3代マン島の王 ジョン・スタンリー (1405–1459)                                           | | | | | | | | | |  |  | | | | | | |  |  |  |  |  |  |  |  |  |  |  |  |  |  |
| | | | | | | | | | | | | | |  |  | | | | | | |  |  |  |  |  |  |  |  |  |  |  |  |  |  |
| | | | | | | | | | | | | | |  |  | ノッキンのストレンジ男爵家から | | | | | |  |  |  |  |  |  |  |  |  |  |  |  |  |  |
| | | | | 1485年ダービー伯爵                                                                                        | | | | | | | | | |  |  | | | | | | |  |  |  |  |  |  |  |  |  |  |  |  |  |  |
| | | | | 初代ダービー伯 2代スタンリー男爵 4代マン島の王 トマス・スタンリー (1435–1504)                             | 初代ダービー伯 2代スタンリー男爵 4代マン島の王 トマス・スタンリー (1435–1504)                             | 初代ダービー伯 2代スタンリー男爵 4代マン島の王 トマス・スタンリー (1435–1504)                       | 初代ダービー伯 2代スタンリー男爵 4代マン島の王 トマス・スタンリー (1435–1504)                       | 初代ダービー伯 2代スタンリー男爵 4代マン島の王 トマス・スタンリー (1435–1504)                                                  | 初代ダービー伯 2代スタンリー男爵 4代マン島の王 トマス・スタンリー (1435–1504)                                                  | | | | |  |  | 8代ストレンジ男爵 ジョン・レ・ストレンジ (1440頃-1477)                                                                                 | 8代ストレンジ男爵 ジョン・レ・ストレンジ (1440頃-1477)                                                                            | 8代ストレンジ男爵 ジョン・レ・ストレンジ (1440頃-1477)                                                                            | 8代ストレンジ男爵 ジョン・レ・ストレンジ (1440頃-1477)                                                                            | 8代ストレンジ男爵 ジョン・レ・ストレンジ (1440頃-1477)                                                                            | 8代ストレンジ男爵 ジョン・レ・ストレンジ (1440頃-1477)                                                                            |  |  |  |  |  |  |  |  |  |  |  |  |  |  |
| | | | | 初代ダービー伯 2代スタンリー男爵 4代マン島の王 トマス・スタンリー (1435–1504)                             | 初代ダービー伯 2代スタンリー男爵 4代マン島の王 トマス・スタンリー (1435–1504)                             | 初代ダービー伯 2代スタンリー男爵 4代マン島の王 トマス・スタンリー (1435–1504)                       | 初代ダービー伯 2代スタンリー男爵 4代マン島の王 トマス・スタンリー (1435–1504)                       | 初代ダービー伯 2代スタンリー男爵 4代マン島の王 トマス・スタンリー (1435–1504)                                                  | 初代ダービー伯 2代スタンリー男爵 4代マン島の王 トマス・スタンリー (1435–1504)                                                  | | | | |  |  | 8代ストレンジ男爵 ジョン・レ・ストレンジ (1440頃-1477)                                                                                 | 8代ストレンジ男爵 ジョン・レ・ストレンジ (1440頃-1477)                                                                            | 8代ストレンジ男爵 ジョン・レ・ストレンジ (1440頃-1477)                                                                            | 8代ストレンジ男爵 ジョン・レ・ストレンジ (1440頃-1477)                                                                            | 8代ストレンジ男爵 ジョン・レ・ストレンジ (1440頃-1477)                                                                            | 8代ストレンジ男爵 ジョン・レ・ストレンジ (1440頃-1477)                                                                            |  |  |  |  |  |  |  |  |  |  |  |  |  |  |
| | | | | 9代ストレンジ男爵(妻の権利) ジョージ・スタンリー (1460–1503)                                              | 9代ストレンジ男爵(妻の権利) ジョージ・スタンリー (1460–1503)                                              | 9代ストレンジ男爵(妻の権利) ジョージ・スタンリー (1460–1503)                                        | 9代ストレンジ男爵(妻の権利) ジョージ・スタンリー (1460–1503)                                        | 9代ストレンジ男爵(妻の権利) ジョージ・スタンリー (1460–1503)                                                                   | 9代ストレンジ男爵(妻の権利) ジョージ・スタンリー (1460–1503)                                                                   | | | | |  |  | 9代ストレンジ女男爵 ジョアン・レ・ストレンジ (1460頃-1514)                                                                             | 9代ストレンジ女男爵 ジョアン・レ・ストレンジ (1460頃-1514)                                                                        | 9代ストレンジ女男爵 ジョアン・レ・ストレンジ (1460頃-1514)                                                                        | 9代ストレンジ女男爵 ジョアン・レ・ストレンジ (1460頃-1514)                                                                        | 9代ストレンジ女男爵 ジョアン・レ・ストレンジ (1460頃-1514)                                                                        | 9代ストレンジ女男爵 ジョアン・レ・ストレンジ (1460頃-1514)                                                                        |  |  |  |  |  |  |  |  |  |  |  |  |  |  |
| | | | | 9代ストレンジ男爵(妻の権利) ジョージ・スタンリー (1460–1503)                                              | 9代ストレンジ男爵(妻の権利) ジョージ・スタンリー (1460–1503)                                              | 9代ストレンジ男爵(妻の権利) ジョージ・スタンリー (1460–1503)                                        | 9代ストレンジ男爵(妻の権利) ジョージ・スタンリー (1460–1503)                                        | 9代ストレンジ男爵(妻の権利) ジョージ・スタンリー (1460–1503)                                                                   | 9代ストレンジ男爵(妻の権利) ジョージ・スタンリー (1460–1503)                                                                   | | | | |  |  | 9代ストレンジ女男爵 ジョアン・レ・ストレンジ (1460頃-1514)                                                                             | 9代ストレンジ女男爵 ジョアン・レ・ストレンジ (1460頃-1514)                                                                        | 9代ストレンジ女男爵 ジョアン・レ・ストレンジ (1460頃-1514)                                                                        | 9代ストレンジ女男爵 ジョアン・レ・ストレンジ (1460頃-1514)                                                                        | 9代ストレンジ女男爵 ジョアン・レ・ストレンジ (1460頃-1514)                                                                        | 9代ストレンジ女男爵 ジョアン・レ・ストレンジ (1460頃-1514)                                                                        |  |  |  |  |  |  |  |  |  |  |  |  |  |  |
| | | | | | | | | | | | | | |  |  | | | | | | |  |  |  |  |  |  |  |  |  |  |  |  |  |  |
| | | | | | | | | | | | | | |  |  | | | | | | |  |  |  |  |  |  |  |  |  |  |  |  |  |  |
| | | | | | | | | | | | | | |  |  | | | | | | |  |  |  |  |  |  |  |  |  |  |  |  |  |  |
| | | | | 2代ダービー伯 3代スタンリー男爵 10代ストレンジ男爵 初代マン島領主 トマス・スタンリー (1485–1521)          | 2代ダービー伯 3代スタンリー男爵 10代ストレンジ男爵 初代マン島領主 トマス・スタンリー (1485–1521)          | 2代ダービー伯 3代スタンリー男爵 10代ストレンジ男爵 初代マン島領主 トマス・スタンリー (1485–1521)    | 2代ダービー伯 3代スタンリー男爵 10代ストレンジ男爵 初代マン島領主 トマス・スタンリー (1485–1521)    | 2代ダービー伯 3代スタンリー男爵 10代ストレンジ男爵 初代マン島領主 トマス・スタンリー (1485–1521)                               | 2代ダービー伯 3代スタンリー男爵 10代ストレンジ男爵 初代マン島領主 トマス・スタンリー (1485–1521)                               | | | | |  |  | ジェームズ・スタンリー (1486–1562) | ジェームズ・スタンリー (1486–1562)                                                                                                | ジェームズ・スタンリー (1486–1562)                                                                                                | ジェームズ・スタンリー (1486–1562)                                                                                                | ジェームズ・スタンリー (1486–1562)                                                                                                | ジェームズ・スタンリー (1486–1562)                                                                                                |  |  |  |  |  |  |  |  |  |  |  |  |  |  |
| | | | | 2代ダービー伯 3代スタンリー男爵 10代ストレンジ男爵 初代マン島領主 トマス・スタンリー (1485–1521)          | 2代ダービー伯 3代スタンリー男爵 10代ストレンジ男爵 初代マン島領主 トマス・スタンリー (1485–1521)          | 2代ダービー伯 3代スタンリー男爵 10代ストレンジ男爵 初代マン島領主 トマス・スタンリー (1485–1521)    | 2代ダービー伯 3代スタンリー男爵 10代ストレンジ男爵 初代マン島領主 トマス・スタンリー (1485–1521)    | 2代ダービー伯 3代スタンリー男爵 10代ストレンジ男爵 初代マン島領主 トマス・スタンリー (1485–1521)                               | 2代ダービー伯 3代スタンリー男爵 10代ストレンジ男爵 初代マン島領主 トマス・スタンリー (1485–1521)                               | | | | |  |  | ジェームズ・スタンリー (1486–1562) | ジェームズ・スタンリー (1486–1562)                                                                                                | ジェームズ・スタンリー (1486–1562)                                                                                                | ジェームズ・スタンリー (1486–1562)                                                                                                | ジェームズ・スタンリー (1486–1562)                                                                                                | ジェームズ・スタンリー (1486–1562)                                                                                                |  |  |  |  |  |  |  |  |  |  |  |  |  |  |
| | | | | 3代ダービー伯 4代スタンリー男爵 11代ストレンジ男爵 2代マン島領主 エドワード・スタンリー (1509–1572)       | 3代ダービー伯 4代スタンリー男爵 11代ストレンジ男爵 2代マン島領主 エドワード・スタンリー (1509–1572)       | 3代ダービー伯 4代スタンリー男爵 11代ストレンジ男爵 2代マン島領主 エドワード・スタンリー (1509–1572) | 3代ダービー伯 4代スタンリー男爵 11代ストレンジ男爵 2代マン島領主 エドワード・スタンリー (1509–1572) | 3代ダービー伯 4代スタンリー男爵 11代ストレンジ男爵 2代マン島領主 エドワード・スタンリー (1509–1572)                            | 3代ダービー伯 4代スタンリー男爵 11代ストレンジ男爵 2代マン島領主 エドワード・スタンリー (1509–1572)                            | | | | |  |  | ヘンリー・スタンリー (1515-1598) | ヘンリー・スタンリー (1515-1598)                                                                                                  | ヘンリー・スタンリー (1515-1598)                                                                                                  | ヘンリー・スタンリー (1515-1598)                                                                                                  | ヘンリー・スタンリー (1515-1598)                                                                                                  | ヘンリー・スタンリー (1515-1598)                                                                                                  |  |  |  |  |  |  |  |  |  |  |  |  |  |  |
| | | | | 3代ダービー伯 4代スタンリー男爵 11代ストレンジ男爵 2代マン島領主 エドワード・スタンリー (1509–1572)       | 3代ダービー伯 4代スタンリー男爵 11代ストレンジ男爵 2代マン島領主 エドワード・スタンリー (1509–1572)       | 3代ダービー伯 4代スタンリー男爵 11代ストレンジ男爵 2代マン島領主 エドワード・スタンリー (1509–1572) | 3代ダービー伯 4代スタンリー男爵 11代ストレンジ男爵 2代マン島領主 エドワード・スタンリー (1509–1572) | 3代ダービー伯 4代スタンリー男爵 11代ストレンジ男爵 2代マン島領主 エドワード・スタンリー (1509–1572)                            | 3代ダービー伯 4代スタンリー男爵 11代ストレンジ男爵 2代マン島領主 エドワード・スタンリー (1509–1572)                            | | | | |  |  | ヘンリー・スタンリー (1515-1598) | ヘンリー・スタンリー (1515-1598)                                                                                                  | ヘンリー・スタンリー (1515-1598)                                                                                                  | ヘンリー・スタンリー (1515-1598)                                                                                                  | ヘンリー・スタンリー (1515-1598)                                                                                                  | ヘンリー・スタンリー (1515-1598)                                                                                                  |  |  |  |  |  |  |  |  |  |  |  |  |  |  |
| | | | | | | | | | | | | | |  |  | 1627年(ビッカースタッフの)準男爵 | | | | | |  |  |  |  |  |  |  |  |  |  |  |  |  |  |
| | | | | 4代ダービー伯 5代スタンリー男爵 12代ストレンジ男爵 3代マン島領主 ヘンリー・スタンリー (1531–1593)         | 4代ダービー伯 5代スタンリー男爵 12代ストレンジ男爵 3代マン島領主 ヘンリー・スタンリー (1531–1593)         | 4代ダービー伯 5代スタンリー男爵 12代ストレンジ男爵 3代マン島領主 ヘンリー・スタンリー (1531–1593)   | 4代ダービー伯 5代スタンリー男爵 12代ストレンジ男爵 3代マン島領主 ヘンリー・スタンリー (1531–1593)   | 4代ダービー伯 5代スタンリー男爵 12代ストレンジ男爵 3代マン島領主 ヘンリー・スタンリー (1531–1593)                              | 4代ダービー伯 5代スタンリー男爵 12代ストレンジ男爵 3代マン島領主 ヘンリー・スタンリー (1531–1593)                              | | | | |  |  | 初代準男爵 エドワード・スタンリー (–1640)                                                                                              | 初代準男爵 エドワード・スタンリー (–1640)                                                                                         | 初代準男爵 エドワード・スタンリー (–1640)                                                                                         | 初代準男爵 エドワード・スタンリー (–1640)                                                                                         | 初代準男爵 エドワード・スタンリー (–1640)                                                                                         | 初代準男爵 エドワード・スタンリー (–1640)                                                                                         |  |  |  |  |  |  |  |  |  |  |  |  |  |  |
| | | | | 4代ダービー伯 5代スタンリー男爵 12代ストレンジ男爵 3代マン島領主 ヘンリー・スタンリー (1531–1593)         | 4代ダービー伯 5代スタンリー男爵 12代ストレンジ男爵 3代マン島領主 ヘンリー・スタンリー (1531–1593)         | 4代ダービー伯 5代スタンリー男爵 12代ストレンジ男爵 3代マン島領主 ヘンリー・スタンリー (1531–1593)   | 4代ダービー伯 5代スタンリー男爵 12代ストレンジ男爵 3代マン島領主 ヘンリー・スタンリー (1531–1593)   | 4代ダービー伯 5代スタンリー男爵 12代ストレンジ男爵 3代マン島領主 ヘンリー・スタンリー (1531–1593)                              | 4代ダービー伯 5代スタンリー男爵 12代ストレンジ男爵 3代マン島領主 ヘンリー・スタンリー (1531–1593)                              | | | | |  |  | 初代準男爵 エドワード・スタンリー (–1640)                                                                                              | 初代準男爵 エドワード・スタンリー (–1640)                                                                                         | 初代準男爵 エドワード・スタンリー (–1640)                                                                                         | 初代準男爵 エドワード・スタンリー (–1640)                                                                                         | 初代準男爵 エドワード・スタンリー (–1640)                                                                                         | 初代準男爵 エドワード・スタンリー (–1640)                                                                                         |  |  |  |  |  |  |  |  |  |  |  |  |  |  |
| | | | | | | | | | | | | | |  |  | | | | | | |  |  |  |  |  |  |  |  |  |  |  |  |  |  |
| 5代ダービー伯 6代スタンリー男爵 13代ストレンジ男爵 4代マン島領主 ファーディナンド・スタンリー (1559–1594) | 5代ダービー伯 6代スタンリー男爵 13代ストレンジ男爵 4代マン島領主 ファーディナンド・スタンリー (1559–1594) | 5代ダービー伯 6代スタンリー男爵 13代ストレンジ男爵 4代マン島領主 ファーディナンド・スタンリー (1559–1594) | 5代ダービー伯 6代スタンリー男爵 13代ストレンジ男爵 4代マン島領主 ファーディナンド・スタンリー (1559–1594) | 5代ダービー伯 6代スタンリー男爵 13代ストレンジ男爵 4代マン島領主 ファーディナンド・スタンリー (1559–1594) | 5代ダービー伯 6代スタンリー男爵 13代ストレンジ男爵 4代マン島領主 ファーディナンド・スタンリー (1559–1594) | | | 6代ダービー伯 7代マン島領主 ウィリアム・スタンリー (1561-1642)                                                                 | 6代ダービー伯 7代マン島領主 ウィリアム・スタンリー (1561-1642)                                                                 | 6代ダービー伯 7代マン島領主 ウィリアム・スタンリー (1561-1642)                                                                 | 6代ダービー伯 7代マン島領主 ウィリアム・スタンリー (1561-1642)                                                                 | 6代ダービー伯 7代マン島領主 ウィリアム・スタンリー (1561-1642)                                                                 | 6代ダービー伯 7代マン島領主 ウィリアム・スタンリー (1561-1642)                                                                 |  |  | 2代準男爵 トマス・スタンリー (1616–1653)                                                                                               | 2代準男爵 トマス・スタンリー (1616–1653)                                                                                          | 2代準男爵 トマス・スタンリー (1616–1653)                                                                                          | 2代準男爵 トマス・スタンリー (1616–1653)                                                                                          | 2代準男爵 トマス・スタンリー (1616–1653)                                                                                          | 2代準男爵 トマス・スタンリー (1616–1653)                                                                                          |  |  |  |  |  |  |  |  |  |  |  |  |  |  |
| 5代ダービー伯 6代スタンリー男爵 13代ストレンジ男爵 4代マン島領主 ファーディナンド・スタンリー (1559–1594) | 5代ダービー伯 6代スタンリー男爵 13代ストレンジ男爵 4代マン島領主 ファーディナンド・スタンリー (1559–1594) | 5代ダービー伯 6代スタンリー男爵 13代ストレンジ男爵 4代マン島領主 ファーディナンド・スタンリー (1559–1594) | 5代ダービー伯 6代スタンリー男爵 13代ストレンジ男爵 4代マン島領主 ファーディナンド・スタンリー (1559–1594) | 5代ダービー伯 6代スタンリー男爵 13代ストレンジ男爵 4代マン島領主 ファーディナンド・スタンリー (1559–1594) | 5代ダービー伯 6代スタンリー男爵 13代ストレンジ男爵 4代マン島領主 ファーディナンド・スタンリー (1559–1594) | スタンリー男爵保持者不在 ノッキンのストレンジ男爵保持者不在                                         | | 6代ダービー伯 7代マン島領主 ウィリアム・スタンリー (1561-1642)                                                                 | 6代ダービー伯 7代マン島領主 ウィリアム・スタンリー (1561-1642)                                                                 | 6代ダービー伯 7代マン島領主 ウィリアム・スタンリー (1561-1642)                                                                 | 6代ダービー伯 7代マン島領主 ウィリアム・スタンリー (1561-1642)                                                                 | 6代ダービー伯 7代マン島領主 ウィリアム・スタンリー (1561-1642)                                                                 | 6代ダービー伯 7代マン島領主 ウィリアム・スタンリー (1561-1642)                                                                 |  |  | 2代準男爵 トマス・スタンリー (1616–1653)                                                                                               | 2代準男爵 トマス・スタンリー (1616–1653)                                                                                          | 2代準男爵 トマス・スタンリー (1616–1653)                                                                                          | 2代準男爵 トマス・スタンリー (1616–1653)                                                                                          | 2代準男爵 トマス・スタンリー (1616–1653)                                                                                          | 2代準男爵 トマス・スタンリー (1616–1653)                                                                                          |  |  |  |  |  |  |  |  |  |  |  |  |  |  |
| | | | | | | | | | | | | | |  |  | | | | | | |  |  |  |  |  |  |  |  |  |  |  |  |  |  |
| | | | | | | | | 1628年ストレンジ男爵 | | | | | |  |  | | | | | | |  |  |  |  |  |  |  |  |  |  |  |  |  |  |
| | | | | | | | | 7代ダービー伯 初代ストレンジ男爵 9代マン島領主 ジェームズ・スタンリー (1607–1651)                                              | 7代ダービー伯 初代ストレンジ男爵 9代マン島領主 ジェームズ・スタンリー (1607–1651)                                              | 7代ダービー伯 初代ストレンジ男爵 9代マン島領主 ジェームズ・スタンリー (1607–1651)                                              | 7代ダービー伯 初代ストレンジ男爵 9代マン島領主 ジェームズ・スタンリー (1607–1651)                                              | 7代ダービー伯 初代ストレンジ男爵 9代マン島領主 ジェームズ・スタンリー (1607–1651)                                              | 7代ダービー伯 初代ストレンジ男爵 9代マン島領主 ジェームズ・スタンリー (1607–1651)                                              |  |  | 3代準男爵 エドワード・スタンリー (1643-1671)                                                                                           | 3代準男爵 エドワード・スタンリー (1643-1671)                                                                                      | 3代準男爵 エドワード・スタンリー (1643-1671)                                                                                      | 3代準男爵 エドワード・スタンリー (1643-1671)                                                                                      | 3代準男爵 エドワード・スタンリー (1643-1671)                                                                                      | 3代準男爵 エドワード・スタンリー (1643-1671)                                                                                      |  |  |  |  |  |  |  |  |  |  |  |  |  |  |
| | | | | | | | | 7代ダービー伯 初代ストレンジ男爵 9代マン島領主 ジェームズ・スタンリー (1607–1651)                                              | 7代ダービー伯 初代ストレンジ男爵 9代マン島領主 ジェームズ・スタンリー (1607–1651)                                              | 7代ダービー伯 初代ストレンジ男爵 9代マン島領主 ジェームズ・スタンリー (1607–1651)                                              | 7代ダービー伯 初代ストレンジ男爵 9代マン島領主 ジェームズ・スタンリー (1607–1651)                                              | 7代ダービー伯 初代ストレンジ男爵 9代マン島領主 ジェームズ・スタンリー (1607–1651)                                              | 7代ダービー伯 初代ストレンジ男爵 9代マン島領主 ジェームズ・スタンリー (1607–1651)                                              |  |  | 3代準男爵 エドワード・スタンリー (1643-1671)                                                                                           | 3代準男爵 エドワード・スタンリー (1643-1671)                                                                                      | 3代準男爵 エドワード・スタンリー (1643-1671)                                                                                      | 3代準男爵 エドワード・スタンリー (1643-1671)                                                                                      | 3代準男爵 エドワード・スタンリー (1643-1671)                                                                                      | 3代準男爵 エドワード・スタンリー (1643-1671)                                                                                      |  |  |  |  |  |  |  |  |  |  |  |  |  |  |
| | | | | | | | | 8代ダービー伯 2代ストレンジ男爵 11代マン島領主 チャールズ・スタンリー (1628–1672)                                              | 8代ダービー伯 2代ストレンジ男爵 11代マン島領主 チャールズ・スタンリー (1628–1672)                                              | 8代ダービー伯 2代ストレンジ男爵 11代マン島領主 チャールズ・スタンリー (1628–1672)                                              | 8代ダービー伯 2代ストレンジ男爵 11代マン島領主 チャールズ・スタンリー (1628–1672)                                              | 8代ダービー伯 2代ストレンジ男爵 11代マン島領主 チャールズ・スタンリー (1628–1672)                                              | 8代ダービー伯 2代ストレンジ男爵 11代マン島領主 チャールズ・スタンリー (1628–1672)                                              |  |  | 4代準男爵 トマス・スタンリー (1670-1714)                                                                                               | 4代準男爵 トマス・スタンリー (1670-1714)                                                                                          | 4代準男爵 トマス・スタンリー (1670-1714)                                                                                          | 4代準男爵 トマス・スタンリー (1670-1714)                                                                                          | 4代準男爵 トマス・スタンリー (1670-1714)                                                                                          | 4代準男爵 トマス・スタンリー (1670-1714)                                                                                          |  |  |  |  |  |  |  |  |  |  |  |  |  |  |
| | | | | | | | | 8代ダービー伯 2代ストレンジ男爵 11代マン島領主 チャールズ・スタンリー (1628–1672)                                              | 8代ダービー伯 2代ストレンジ男爵 11代マン島領主 チャールズ・スタンリー (1628–1672)                                              | 8代ダービー伯 2代ストレンジ男爵 11代マン島領主 チャールズ・スタンリー (1628–1672)                                              | 8代ダービー伯 2代ストレンジ男爵 11代マン島領主 チャールズ・スタンリー (1628–1672)                                              | 8代ダービー伯 2代ストレンジ男爵 11代マン島領主 チャールズ・スタンリー (1628–1672)                                              | 8代ダービー伯 2代ストレンジ男爵 11代マン島領主 チャールズ・スタンリー (1628–1672)                                              |  |  | 4代準男爵 トマス・スタンリー (1670-1714)                                                                                               | 4代準男爵 トマス・スタンリー (1670-1714)                                                                                          | 4代準男爵 トマス・スタンリー (1670-1714)                                                                                          | 4代準男爵 トマス・スタンリー (1670-1714)                                                                                          | 4代準男爵 トマス・スタンリー (1670-1714)                                                                                          | 4代準男爵 トマス・スタンリー (1670-1714)                                                                                          |  |  |  |  |  |  |  |  |  |  |  |  |  |  |
| | | | | | | | | | | | | | |  |  | | | | | | |  |  |  |  |  |  |  |  |  |  |  |  |  |  |
| 9代ダービー伯 3代ストレンジ男爵 12代マン島領主 ウィリアム・スタンリー (1655–1702)                         | 9代ダービー伯 3代ストレンジ男爵 12代マン島領主 ウィリアム・スタンリー (1655–1702)                         | 9代ダービー伯 3代ストレンジ男爵 12代マン島領主 ウィリアム・スタンリー (1655–1702)                         | 9代ダービー伯 3代ストレンジ男爵 12代マン島領主 ウィリアム・スタンリー (1655–1702)                         | 9代ダービー伯 3代ストレンジ男爵 12代マン島領主 ウィリアム・スタンリー (1655–1702)                         | 9代ダービー伯 3代ストレンジ男爵 12代マン島領主 ウィリアム・スタンリー (1655–1702)                         | | | 10代ダービー伯 13代マン島領主 ジェームズ・スタンリー (1664–1736)                                                               | 10代ダービー伯 13代マン島領主 ジェームズ・スタンリー (1664–1736)                                                               | 10代ダービー伯 13代マン島領主 ジェームズ・スタンリー (1664–1736)                                                               | 10代ダービー伯 13代マン島領主 ジェームズ・スタンリー (1664–1736)                                                               | 10代ダービー伯 13代マン島領主 ジェームズ・スタンリー (1664–1736)                                                               | 10代ダービー伯 13代マン島領主 ジェームズ・スタンリー (1664–1736)                                                               |  |  | 11代ダービー伯 5代準男爵 エドワード・スタンリー (1689-1776)                                                                            | 11代ダービー伯 5代準男爵 エドワード・スタンリー (1689-1776)                                                                       | 11代ダービー伯 5代準男爵 エドワード・スタンリー (1689-1776)                                                                       | 11代ダービー伯 5代準男爵 エドワード・スタンリー (1689-1776)                                                                       | 11代ダービー伯 5代準男爵 エドワード・スタンリー (1689-1776)                                                                       | 11代ダービー伯 5代準男爵 エドワード・スタンリー (1689-1776)                                                                       |  |  |  |  |  |  |  |  |  |  |  |  |  |  |
| 9代ダービー伯 3代ストレンジ男爵 12代マン島領主 ウィリアム・スタンリー (1655–1702)                         | 9代ダービー伯 3代ストレンジ男爵 12代マン島領主 ウィリアム・スタンリー (1655–1702)                         | 9代ダービー伯 3代ストレンジ男爵 12代マン島領主 ウィリアム・スタンリー (1655–1702)                         | 9代ダービー伯 3代ストレンジ男爵 12代マン島領主 ウィリアム・スタンリー (1655–1702)                         | 9代ダービー伯 3代ストレンジ男爵 12代マン島領主 ウィリアム・スタンリー (1655–1702)                         | 9代ダービー伯 3代ストレンジ男爵 12代マン島領主 ウィリアム・スタンリー (1655–1702)                         | ストレンジ男爵保持者不在                                                                            | | 10代ダービー伯 13代マン島領主 ジェームズ・スタンリー (1664–1736)                                                               | 10代ダービー伯 13代マン島領主 ジェームズ・スタンリー (1664–1736)                                                               | 10代ダービー伯 13代マン島領主 ジェームズ・スタンリー (1664–1736)                                                               | 10代ダービー伯 13代マン島領主 ジェームズ・スタンリー (1664–1736)                                                               | 10代ダービー伯 13代マン島領主 ジェームズ・スタンリー (1664–1736)                                                               | 10代ダービー伯 13代マン島領主 ジェームズ・スタンリー (1664–1736)                                                               |  |  | 11代ダービー伯 5代準男爵 エドワード・スタンリー (1689-1776)                                                                            | 11代ダービー伯 5代準男爵 エドワード・スタンリー (1689-1776)                                                                       | 11代ダービー伯 5代準男爵 エドワード・スタンリー (1689-1776)                                                                       | 11代ダービー伯 5代準男爵 エドワード・スタンリー (1689-1776)                                                                       | 11代ダービー伯 5代準男爵 エドワード・スタンリー (1689-1776)                                                                       | 11代ダービー伯 5代準男爵 エドワード・スタンリー (1689-1776)                                                                       |  |  |  |  |  |  |  |  |  |  |  |  |  |  |
| | | | | | | | | | | | | | |  |  | | | | | | |  |  |  |  |  |  |  |  |  |  |  |  |  |  |
| | | | | | | | | | | | | | |  |  | ストレンジ卿(儀礼称号) ジェームズ・スミス＝スタンリー (1716-1771)                                                                      | | | | | |  |  |  |  |  |  |  |  |  |  |  |  |  |  |
| | | | | | | | | | | | | | |  |  | | | | | | |  |  |  |  |  |  |  |  |  |  |  |  |  |  |
| | | | | | | | | | | | | | |  |  | 12代ダービー伯 6代準男爵 エドワード・スミス＝スタンリー (1752-1834)                                                                    | | | | | |  |  |  |  |  |  |  |  |  |  |  |  |  |  |
| | | | | | | | | | | | | | |  |  | | | | | | |  |  |  |  |  |  |  |  |  |  |  |  |  |  |
| | | | | | | | | | | | | | |  |  | 1832年ビッカースタッフのスタンリー男爵                                                                                                 | | | | | |  |  |  |  |  |  |  |  |  |  |  |  |  |  |
| | | | | | | | | | | | | | |  |  | 13代ダービー伯 ビッカースタッフの初代スタンリー男爵 7代準男爵 エドワード・スミス＝スタンリー (1775-1851)                               | | | | | |  |  |  |  |  |  |  |  |  |  |  |  |  |  |
| | | | | | | | | | | | | | |  |  | | | | | | |  |  |  |  |  |  |  |  |  |  |  |  |  |  |
| | | | | | | | | | | | | | |  |  | 14代ダービー伯 ビッカースタッフの2代スタンリー男爵 8代準男爵 エドワード・スミス＝スタンリー (1799-1869)                                | | | | | |  |  |  |  |  |  |  |  |  |  |  |  |  |  |
| | | | | | | | | | | | | | |  |  | | | | | | |  |  |  |  |  |  |  |  |  |  |  |  |  |  |
| | | | | | | | | | | | | | |  |  | | | | | | |  |  |  |  |  |  |  |  |  |  |  |  |  |  |
| | | | | | | | | | | | | | |  |  | 1886年プレストンのスタンリー男爵 | | | | | |  |  |  |  |  |  |  |  |  |  |  |  |  |  |
| | | | | | | | | 15代ダービー伯 ビッカースタッフの3代スタンリー男爵 9代準男爵 エドワード・スタンリー (1826-1893)                                | 15代ダービー伯 ビッカースタッフの3代スタンリー男爵 9代準男爵 エドワード・スタンリー (1826-1893)                                | 15代ダービー伯 ビッカースタッフの3代スタンリー男爵 9代準男爵 エドワード・スタンリー (1826-1893)                                | 15代ダービー伯 ビッカースタッフの3代スタンリー男爵 9代準男爵 エドワード・スタンリー (1826-1893)                                | 15代ダービー伯 ビッカースタッフの3代スタンリー男爵 9代準男爵 エドワード・スタンリー (1826-1893)                                | 15代ダービー伯 ビッカースタッフの3代スタンリー男爵 9代準男爵 エドワード・スタンリー (1826-1893)                                |  |  | 16代ダービー伯 ビッカースタッフの4代スタンリー男爵 プレストンの初代スタンリー男爵 10代準男爵 フレデリック・スタンリー (1841-1908)      | 16代ダービー伯 ビッカースタッフの4代スタンリー男爵 プレストンの初代スタンリー男爵 10代準男爵 フレデリック・スタンリー (1841-1908) | 16代ダービー伯 ビッカースタッフの4代スタンリー男爵 プレストンの初代スタンリー男爵 10代準男爵 フレデリック・スタンリー (1841-1908) | 16代ダービー伯 ビッカースタッフの4代スタンリー男爵 プレストンの初代スタンリー男爵 10代準男爵 フレデリック・スタンリー (1841-1908) | 16代ダービー伯 ビッカースタッフの4代スタンリー男爵 プレストンの初代スタンリー男爵 10代準男爵 フレデリック・スタンリー (1841-1908) | 16代ダービー伯 ビッカースタッフの4代スタンリー男爵 プレストンの初代スタンリー男爵 10代準男爵 フレデリック・スタンリー (1841-1908) |  |  |  |  |  |  |  |  |  |  |  |  |  |  |
| | | | | | | | | 15代ダービー伯 ビッカースタッフの3代スタンリー男爵 9代準男爵 エドワード・スタンリー (1826-1893)                                | 15代ダービー伯 ビッカースタッフの3代スタンリー男爵 9代準男爵 エドワード・スタンリー (1826-1893)                                | 15代ダービー伯 ビッカースタッフの3代スタンリー男爵 9代準男爵 エドワード・スタンリー (1826-1893)                                | 15代ダービー伯 ビッカースタッフの3代スタンリー男爵 9代準男爵 エドワード・スタンリー (1826-1893)                                | 15代ダービー伯 ビッカースタッフの3代スタンリー男爵 9代準男爵 エドワード・スタンリー (1826-1893)                                | 15代ダービー伯 ビッカースタッフの3代スタンリー男爵 9代準男爵 エドワード・スタンリー (1826-1893)                                |  |  | 16代ダービー伯 ビッカースタッフの4代スタンリー男爵 プレストンの初代スタンリー男爵 10代準男爵 フレデリック・スタンリー (1841-1908)      | 16代ダービー伯 ビッカースタッフの4代スタンリー男爵 プレストンの初代スタンリー男爵 10代準男爵 フレデリック・スタンリー (1841-1908) | 16代ダービー伯 ビッカースタッフの4代スタンリー男爵 プレストンの初代スタンリー男爵 10代準男爵 フレデリック・スタンリー (1841-1908) | 16代ダービー伯 ビッカースタッフの4代スタンリー男爵 プレストンの初代スタンリー男爵 10代準男爵 フレデリック・スタンリー (1841-1908) | 16代ダービー伯 ビッカースタッフの4代スタンリー男爵 プレストンの初代スタンリー男爵 10代準男爵 フレデリック・スタンリー (1841-1908) | 16代ダービー伯 ビッカースタッフの4代スタンリー男爵 プレストンの初代スタンリー男爵 10代準男爵 フレデリック・スタンリー (1841-1908) |  |  |  |  |  |  |  |  |  |  |  |  |  |  |
| | | | | | | | | | | | | | |  |  | 17代ダービー伯 ビッカースタッフの5代スタンリー男爵 プレストンの2代スタンリー男爵 11代準男爵 エドワード・スミス＝スタンリー (1865-1948) | | | | | |  |  |  |  |  |  |  |  |  |  |  |  |  |  |
| | | | | | | | | | | | | | |  |  | | | | | | |  |  |  |  |  |  |  |  |  |  |  |  |  |  |
| | | | | | | | | | | | | | |  |  | スタンリー卿(儀礼称号) エドワード・スタンリー (1894-1938)                                                                              | | | | | |  |  |  |  |  |  |  |  |  |  |  |  |  |  |
| | | | | | | | | | | | | | |  |  | | | | | | |  |  |  |  |  |  |  |  |  |  |  |  |  |  |
| | | | | | | | | | | | | | |  |  | | | | | | |  |  |  |  |  |  |  |  |  |  |  |  |  |  |
| | | | | | | | | 18代ダービー伯 ビッカースタッフの6代スタンリー男爵 プレストンの3代スタンリー男爵 12代準男爵 エドワード・スタンリー (1918-1994) | 18代ダービー伯 ビッカースタッフの6代スタンリー男爵 プレストンの3代スタンリー男爵 12代準男爵 エドワード・スタンリー (1918-1994) | 18代ダービー伯 ビッカースタッフの6代スタンリー男爵 プレストンの3代スタンリー男爵 12代準男爵 エドワード・スタンリー (1918-1994) | 18代ダービー伯 ビッカースタッフの6代スタンリー男爵 プレストンの3代スタンリー男爵 12代準男爵 エドワード・スタンリー (1918-1994) | 18代ダービー伯 ビッカースタッフの6代スタンリー男爵 プレストンの3代スタンリー男爵 12代準男爵 エドワード・スタンリー (1918-1994) | 18代ダービー伯 ビッカースタッフの6代スタンリー男爵 プレストンの3代スタンリー男爵 12代準男爵 エドワード・スタンリー (1918-1994) |  |  | ヒュー・スタンリー (1926-1971) | ヒュー・スタンリー (1926-1971) | ヒュー・スタンリー (1926-1971) | ヒュー・スタンリー (1926-1971) | ヒュー・スタンリー (1926-1971) | ヒュー・スタンリー (1926-1971) |  |  |  |  |  |  |  |  |  |  |  |  |  |  |
| | | | | | | | | 18代ダービー伯 ビッカースタッフの6代スタンリー男爵 プレストンの3代スタンリー男爵 12代準男爵 エドワード・スタンリー (1918-1994) | 18代ダービー伯 ビッカースタッフの6代スタンリー男爵 プレストンの3代スタンリー男爵 12代準男爵 エドワード・スタンリー (1918-1994) | 18代ダービー伯 ビッカースタッフの6代スタンリー男爵 プレストンの3代スタンリー男爵 12代準男爵 エドワード・スタンリー (1918-1994) | 18代ダービー伯 ビッカースタッフの6代スタンリー男爵 プレストンの3代スタンリー男爵 12代準男爵 エドワード・スタンリー (1918-1994) | 18代ダービー伯 ビッカースタッフの6代スタンリー男爵 プレストンの3代スタンリー男爵 12代準男爵 エドワード・スタンリー (1918-1994) | 18代ダービー伯 ビッカースタッフの6代スタンリー男爵 プレストンの3代スタンリー男爵 12代準男爵 エドワード・スタンリー (1918-1994) |  |  | ヒュー・スタンリー (1926-1971) | ヒュー・スタンリー (1926-1971) | ヒュー・スタンリー (1926-1971) | ヒュー・スタンリー (1926-1971) | ヒュー・スタンリー (1926-1971) | ヒュー・スタンリー (1926-1971) |  |  |  |  |  |  |  |  |  |  |  |  |  |  |
| | | | | | | | | | | | | | |  |  | 19代ダービー伯 ビッカースタッフの7代スタンリー男爵 プレストンの4代スタンリー男爵 13代準男爵 エドワード・スタンリー (1962-)             | | | | | |  |  |  |  |  |  |  |  |  |  |  |  |  |  |
| | | | | | | | | | | | | | |  |  | | | | | | |  |  |  |  |  |  |  |  |  |  |  |  |  |  |
| | | | | | | | | | | | | | |  |  | スタンリー卿(儀礼称号) エドワード・スタンリー (1998-)                                                                                  | | | | | |  |  |  |  |  |  |  |  |  |  |  |  |  |  |